# Козача пластунська бригада польової поліції
Козача пластунська бригада польової поліції (рос. Казачья пластунская бригада полевой полиции) — мілітаризований підрозділ таємної військової поліції (нім. Geheime Feldpolizei) періоду Другої світової війни, що переважно складався з козаків.

## Історія
Бригаду сформували на Херсонщині у вересні 1943 з добровольців козаків Козачого Стану за підтримки командувача групи армій «A» генерал-фельдмаршала Евальда фон Кляйста. Командиром бригади став похідний отаман, полковник Платон Духопельников, у минулому співробітник НКВД, який з весни 1943 виконув поліційні завдання фон Кляйста. Бригада чисельністю близько 5.000 осіб була поділена на шість батальйонів і підпорядковувалась командуванню групи армій «Південь». Бригада боролась проти партизан та УПА на Волині, де вона була розгромлена. У ній залишилось близько 500 козаків. Їх через Львів вивели на Краків. Після поповнення бригада взяла участь у придушенні Варшавського повстання. Через значні втрати бригаду розформували наприкінці 1944 чи на початку 1945 року. Рештки бригади поповнили формування РОА.